# Cnemaspis boulengerii
Tắc kè côn đảo , tên khoa học Cnemaspis boulengerii, , là một loài thằn lằn trong họ Gekkonidae. Đây là loài đặc hữu của đảo Côn Sơn ở miền nam Việt Nam.